# Гур'єво-Воскресенське
Гур'єво-Воскресенське (рос. Гурьево-Воскресенское) — присілок в Старицькому районі Тверської області Російської Федерації.
Населення становить 11 осіб. Входить до складу муніципального утворення Степуринське сільське поселення.

## Історія
Від 2005 року входить до складу муніципального утворення Степуринське сільське поселення. Раніше населений пункт належав до Гур'євського сільського округу.

## Населення
| 2002 | 2010 |
| ---- | ---- |
| 8    | ↗11  |